# 赫魯濟克 (克羅皮夫尼茨基區)
赫魯濟克（烏克蘭語：Гру́зьке）是烏克蘭基洛夫格勒州克羅皮夫尼茨基區的村落，2001年人口1295。在克羅皮夫尼茨基西北西方近郊距離約9公里，平均海拔126公尺。